# Лисенчук Володимир Васильович
Володи́мир Васи́льович Лисенчу́к (нар. 10 червня 1984, с. Лісний Хлібичин, Коломийський район, Івано-Франківська область, Українська РСР — пом. 29 травня 2014, м. Слов'янськ, Донецька область, Україна) — український правоохоронець, спецпризначенець, прапорщик міліції.

## Життєпис
Володимир Лисенчук народився в селі Лісний Хлібичин на Коломийщині. У квітні 2002 року з відзнакою закінчив Коломийське вище професійне училище № 17 за спеціальністю слюсар-ремонтник, електрозварювальник ручного зварювання. Захоплювався полюванням. З листопада 2002 по квітень 2004-го проходив строкову військову службу на посадах курсанта, інструктора, командира відділення Кінологічного навчального центру Державної прикордонної служби України, в/ч 2418, м. Великі Мости.
З листопада 2005 року проходив службу в органах внутрішніх справ на посадах міліціонера та інспектора патрульної служби — кінолога Коломийського міського відділу УМВС України в Івано-Франківській області, з листопада 2008 обіймав посади міліціонера-снайпера та міліціонера окремої роти міліції особливого призначення «Беркут» УМВС України в Івано-Франківській області.
З березня 2014 року, після розформування «Беркута», — міліціонер спеціальної роти міліції УМВС України в Івано-Франківській області. З квітня брав участь в антитерористичній операції на сході України. Спочатку охороняв громадський порядок в Ізюмі, а потім вирушив під Слов'янськ.
29 травня 2014 року Володимир Лисенчук разом з іншими бійцями івано-франківської спецроти міліції мав повертатись із зони проведення АТО на відпочинок. Близько 12:30, гелікоптер Мі-8МТ (борт «16») Національної гвардії України, на борту якого перебували прикарпатські правоохоронці, після злету з майданчику на горі Карачун, був обстріляний із лісосмуги та підбитий терористами з ПЗРК. Під час падіння вибухнули паливні баки. Внаслідок події загинуло 12 чоловік: шість військовослужбовців Національної гвардії, серед яких двоє членів екіпажу і генерал-майор Сергій Кульчицький, та шість представників спецпідрозділу МВС України з Прикарпаття: старші лейтенанти міліції Петро Безпалько і Василь Семанюк, старший прапорщик Володимир Шарабуряк, прапорщик Володимир Лисенчук, старший сержант Віктор Яков'як і старшина Петро Остап'юк. Вижив лише штурман екіпажу Олександр Макеєнко, який впав на дерева до падіння вертольота.
1 червня в Івано-Франківську прощались із загиблими правоохоронцями, на громадянську панахиду прийшли кілька тисяч іванофранквців, весь особовий склад прикарпатської міліції, керівництво міста та області. 2 червня Володимира Лисенчука поховали на кладовищі рідного села.
Залишились батьки, старший брат Віктор, вдома в Івано-Франківську — дружина Світлана та двоє дітей — донька Діана 2008 р. н. й син Віталій 2013 р. н.

## Нагороди
20 червня 2014 року, за особисту мужність і героїзм, виявлені у захисті державного суверенітету та територіальної цілісності України, вірність військовій присязі та незламність духу, нагороджений орденом «За мужність» I ступеня (посмертно).

## Вшанування пам'яті
- 14 листопада 2014 року на Донеччині поблизу Слов'янська було урочисто відкрито і освячено перший меморіал жертвам «неоголошеної війни» на сході Україні — пам'ятний хрест, встановлений неподалік від місця, де впав збитий терористами вертоліт Мі-8МТ.[8]
- 26 травня 2015 року в Коломийському професійному ліцеї сфери послуг відбулося відкриття меморіальної дошки на честь Володимира Лисенчука[9].